# Саприкіна Ольга Степанівна
Ольга Саприкіна (нар. 21 січня 1924 року, за іншими даними 9 вересня 1923 року — не пізніше 06 травня 2015 року) — підпільниця, учасниця антифашистської організації «Молода гвардія» та Німецько-радянської війни.

## Біографія
Ольга Саприкіна народилася 1924 року у селі Трудки Покровського району Орловської області у робітничих сім'ї.
Батько — Степан Саприкін, мати — Уляна Дяченко. Батьки жили та працювали в Юзівці (Донецьк) на шахтах.
Потім родина переїхала до Орловської області, де помер її батько, а мати з шістьма дітьми знову повернулася до Донбасу до своїх рідних, які мешкали у селищі Краснодон Луганської області. Почала навчання Ольга у 1931 році у Краснодонській середній школі. Але 1936 року з матір'ю переїхали на постійне місце проживання у м. Вінницю. У жовтні 1936 року вступила до комсомолу. 1941 року у Вінниці закінчила середню школу.
Коли почалася війна, евакуювалася з міста і разом із матір'ю поїхали до своїх родичів до селища Краснодон. Тут будувала доти, дзоти, копала протитанкові рови. Весною 1942 року надійшла працювати на пошту. Була зарахована до штату УСВР-15 (дільниця військово-будівельних робіт).
Під час нацистської окупації Краснодона Ольга познайомилася з Миколою Сумським, активістом організації «Молода гвардія». З часом вона почала допомагати молодогвардійцям, по можливості беручи участь у їхній діяльності. Розклеювала листівки, зазнавала арешту, в поліції її випороли. Під час розгрому підпільної організації у січні 1943 р. ховалась у різних родичів та знайомих, з обмороженням потрапила до німецької колонії, але вони її підлікували і не видали. Потім ховалась у Первозванівці у родини Добродєєвих. Навесні 1943 пішла служити до Червоної армії. Служила у залізничних військах, працювала писаркою у штабі.
Після демобілізації в листопаді 1945 року приїхала до Москви, де на той час жили її мати, сестра та брат. 1946 року закінчила юридичну школу, 1957 року — юридичний інститут. Працювала бухгалтеркою, економісткою, інспекторкою, ревізоркою у МАІ, юридичній школі Мінсобесу, Держкомітету електричної промисловості РРФСР та інших установах.
1979 року за інвалідністю ІІ групи пішла на пенсію.
Померла у 2015 році. Була останньою молодогвардійкою, що живе (на 2012 рік, на вересень 2013).

## Нагороди
Нагороджена орденом Вітчизняної війни 2-го ступеня та медаллю «За бойові заслуги».
Безпосередньо за участь в організації «Молода гвардія» нагород не мала. Однак у квітні 2013 року Постановою Московської Міської Думи N 121 від 24.04.2013 її нагородили Почесною грамотою МГД та вручили нагрудний знак «Почесний Ветеран міста Москви».